# 哥伦比亚总统
哥伦比亚总统是哥伦比亚的國家元首和政府首腦。

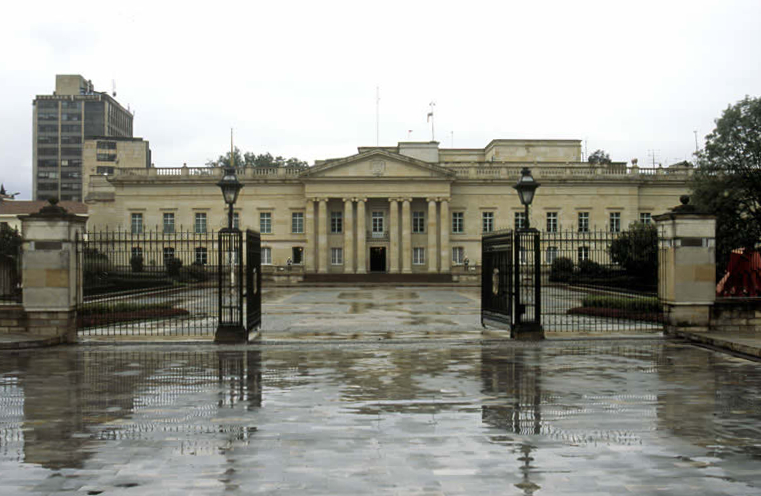
位於哥倫比亞首都波哥大的總統府：納里尼奧宮

根據哥倫比亞在1991年制定的第九部憲法，總統是政府的行政首腦，是政府的最高負責人。總統亦是哥倫比亞的三軍總司令。總統由人民直選，設單一四年任期，不能連任。在2004年憲法修正案後，總統可以連選連任，直至2015年再次修憲改回單一四年任期及不能連任。當總統去世、辭職或被撤銷職務，副總統將會繼任總統。總統必須至少30歲，必須是自然出生居民。